# 宗猛
宗 猛（そう たけし、1953年1月9日 - ）は、日本の元陸上競技選手・指導者である。現役時代の専門は長距離走・マラソンであった。一卵性双生児の兄宗茂、瀬古利彦とともに1980年代前半日本男子マラソンのビッグ3として、マラソン界をリードした。旭化成陸上部に所属し、引退後も指導者として2025年3月まで活動した（現在は顧問）。また、2012年11月から2016年10月まで公益財団法人日本陸上競技連盟中長距離・マラソン部長を務めた。

## 来歴
大分県臼杵市出身。茂とともに中学時代より陸上競技を始める。中学2年で兄弟揃って大分県内一周駅伝に出場するなど、早くから地元では注目されていたが、同じ2年生からは学校の指導者が不在となり、茂とともに自主的に考えてトレーニングをしたという。親の薦めで茂とともに大分県立佐伯豊南高等学校に進学、下宿生活を送る。高校在学中には全国高校駅伝にも出場を果たし、3年生時の1970年の大会では3区で6人を「ごぼう抜き」する走りを見せた。
高校卒業とともに1971年、旭化成陸上部に入部。1973年3月、延岡西日本マラソンで初マラソンを走り、2時間17分46秒6のタイムで茂に次ぐ2位となる。1975年にはモントリオールオリンピックのプレ大会に派遣され、6位となった。同年12月の福岡国際マラソンでは6位入賞。しかし、翌1976年4月の毎日マラソン（のちのびわ湖毎日マラソン）では38位と惨敗したことから、モントリオールオリンピック代表の選からは漏れ、出場した茂を見守ることとなった。同年10月のコシチェ国際マラソン（チェコスロバキア）で初優勝。茂が世界歴代2位の記録（2時間09分05秒6）で優勝した1978年2月の別府大分毎日マラソンでは2位だったが、サブテンはならなかった。同年4月の毎日マラソンで国内レース初優勝（同年の毎日マラソンは日本選手権を兼ねていた）を飾る。1979年12月の福岡国際マラソンでは、ゴール前のトラックで瀬古・茂とのデッドヒートの末3位となり、翌1980年のモスクワオリンピック代表に選出された。しかし、日本がモスクワオリンピックをボイコットしたため、幻の代表となる。1980年12月の福岡国際マラソンでは優勝した瀬古に次いで2時間9分49秒で2位となり、初のサブテンを果たした。
1983年2月の東京国際マラソンでは日本歴代2位の2時間8分55秒で瀬古に次ぐ2位となり、茂の記録を上回った。
1983年春、猛は茂とともに、同年1月の大阪国際女子マラソンにおいて摂食障害による栄養失調（当時は一過性の脳貧血と発表された）で途中棄権した増田明美と、旭化成の地元宮崎とニュージーランドで一緒に練習をしている。増田は、宗兄弟とともに練習することで食事の意識を改め、ロサンゼルスオリンピックの代表選考会を兼ねた1984年1月の大阪国際女子マラソンで日本人最上位の2位に入り、代表選手となった。
ロサンゼルスオリンピックの選考レースだった同年12月の福岡国際マラソンは4位となり、モスクワオリンピックに続いて茂とともに代表となる。8年越しの出場となったオリンピック本番では、瀬古が14位と惨敗する中で上位にとどまり、4位入賞を果たす。マラソンで瀬古に先着したのはこれが初めてであった。
1985年10月の北京国際マラソンではゴール前まで茂と争い、同タイムながら2位となった。国際マラソンでの兄弟1・2位独占は世界初の快挙であった。茂が1987年に引退して監督に就任した後も現役を続行。2時間10分台（10分59秒以内）の記録は1988年10月の北京国際マラソンが最後で、それ以後は2時間12～19分前後が主なゴールタイムとなるが、日本の男子選手としては高いレベルで長い選手生活を送った一人である。40歳となった1993年2月の別府大分毎日マラソンでは7位入賞。そして3年後のマラソンで8位となったのを最後に初マラソンから約23年に及ぶ現役生活を退いた。
引退後は副監督を経て2008年から旭化成陸上部の監督に就任し、後進の指導に当たった。2014年4月1日付で、旭化成陸上部監督を退き、総監督に就任。2025年2月27日に旭化成陸上部は、猛が同年3月末をもって総監督を退任し、4月からは顧問となることを発表した。

## 人物
兄弟で利き手が異なり、茂の左利きに対して猛は右利きである（いわゆるミラー・ツイン）。また、茂はおおざっぱで天才肌であるのに対して、猛は几帳面で努力家である。したがって、マラソンへの取り組み方も違い、「マラソンは練習より調整」とし、自分の感性のまま走る茂に対して、猛は「練習あるのみ」とひたすら練習に励んだ。ピッチ走法を用いていた。
猛と茂が揃って出走したフルマラソンは22回あるが、兄弟で先着した回数は茂が12回、猛が10回で茂が上回る。また、上記の初マラソンや1985年の北京国際マラソンのように兄弟で1・2位となったレースは4回（他の2回はいずれも別府大分毎日マラソン）あり、そのすべてで猛は茂に敗れている。
長男の宗洋和は帝京大学時代に箱根駅伝に出場。西鉄駅伝部に所属した（退部後も社員として残っている）。長女の宗由香利は2010年3月まで旭化成陸上部に所属した（退部後も社員として残り、競技は継続している）。妻の恵子（旧姓・小川）は、走幅跳の日本選手権優勝者（1975年）である。

## マラソン成績
- 自己最高記録…2時間08分55秒（1983年2月）

| 年月    | 大会名                               | タイム      | 順位   | 備考                       |
| ------- | ------------------------------------ | ----------- | ------ | -------------------------- |
| 1973.01 | 延岡西日本マラソン                   | 2：17：46.6 | 2位    | 優勝は茂（兄弟で1・2位）   |
| 1973.12 | 国際マラソン                         | 2：19：08   | 7位    |                            |
| 1974.12 | 福岡国際マラソン                     | 2：16：38   | 11位   |                            |
| 1975.04 | 毎日マラソン                         | 2：23：38   | 20位   |                            |
| 1975.08 | プレ・オリンピック（モントリオール） | 2：32：38.4 | 6位    |                            |
| 1975.12 | 福岡国際マラソン                     | 2：12：52   | 6位    |                            |
| 1976.04 | 毎日マラソン                         | 2：29：32   | 38位   |                            |
| 1976.10 | コシチェマラソン                     | 2：18：42.4 | 優勝   |                            |
| 1976.12 | 福岡国際マラソン                     | 2：24：15   | 19位   |                            |
| 1977.12 | 福岡国際マラソン                     | 2：17：35   | 9位    |                            |
| 1978.02 | 別府大分毎日マラソン                 | 2：12：48.6 | 2位    | 優勝は茂（兄弟で1・2位）   |
| 1978.04 | 毎日マラソン                         | 2：15：15.4 | 優勝   |                            |
| 1978.07 | ミルトンケーネスマラソン             | 2：20：10   | 優勝   | 喜多秀喜と同着             |
| 1978.12 | 福岡国際マラソン                     | 2：16：08   | 15位   |                            |
| 1979.04 | 毎日マラソン                         | 2：14：30   | 4位    | 優勝は茂                   |
| 1979.07 | プレオリンピック（モスクワ）         | 2：15：01   | 10位   |                            |
| 1979.12 | 福岡国際マラソン                     | 2：10：40   | 3位    | モスクワ五輪代表選考会     |
| 1980.12 | 福岡国際マラソン                     | 2：09：49   | 2位    |                            |
| 1981.02 | 別府大分毎日マラソン                 | 2：11：32   | 2位    | 優勝は茂（兄弟で1・2位）   |
| 1981.12 | 福岡国際マラソン                     | 2：11：29   | 5位    |                            |
| 1983.02 | 東京国際マラソン                     | 2：08：55   | 2位    | 自己最高記録               |
| 1983.12 | 福岡国際マラソン                     | 2：09：17   | 4位    | ロサンゼルス五輪代表選考会 |
| 1984.08 | ロサンゼルスオリンピック             | 2：10：55   | 4位    |                            |
| 1985.04 | ワールドカップマラソン（広島）       | 2：11：01   | 8位    |                            |
| 1985.10 | 北京国際マラソン                     | 2：10：23   | 2位    | 優勝は茂（兄弟で1・2位）   |
| 1987.12 | 福岡国際マラソン                     | ----------- | (棄権) |                            |
| 1988.10 | 北京国際マラソン                     | 2：10：40   | 3位    |                            |
| 1989.04 | ワールドカップマラソン（ミラノ）     | 2：12：53   | 8位    |                            |
| 1989.10 | メルボルンマラソン                   | 2：18：14   | 優勝   |                            |
| 1990.03 | びわ湖毎日マラソン                   | 2：13：58   | 2位    |                            |
| 1990.04 | ロッテルダムマラソン                 | 2：16：10   | 6位    |                            |
| 1990.08 | モスクワ国際マラソン                 | 2：15：21   | 3位    |                            |
| 1991.02 | 東京国際マラソン                     | 2：12：37   | 11位   |                            |
| 1991.04 | ワールドカップマラソン（ロンドン）   | 2：13：15   | 27位   |                            |
| 1992.03 | バルセロナマラソン                   | 2：17：51   | 9位    |                            |
| 1993.02 | 別府大分毎日マラソン                 | 2：15：00   | 7位    |                            |
| 1993.04 | ボストンマラソン                     | 2：23：08   | 31位   |                            |
| 1993.10 | 世界ベテランズマラソン（宮崎）       | 2：22：29   | 優勝   |                            |
| 1993.12 | 防府読売マラソン                     | 2：15：58   | 5位    |                            |
| 1995.03 | びわ湖毎日マラソン                   | 2：18：37   | 27位   |                            |
| 1995.12 | 防府読売マラソン                     | 2：18：51   | 7位    |                            |
| 1996.02 | 別府大分毎日マラソン                 | 2：16：32   | 8位    |                            |

## 著書
- 『振り向いたら負けや　茂と猛のマラソントーク 』（宗茂との対談集、講談社、1986/1、ISBN 978-4062026093）
- 『シャカリキ!ズッコケ!愛すべき選手たち だからオリンピックがおもしろい　’88ソウルを10倍楽しむ法』（山下泰裕・田中幹保との共著、ベストセラーズ、1988/6、ISBN 978-4584006696）
- 『宗茂・宗猛のマラソン練習 (GAKKEN SPORTS MOOK)』（学習研究社、1994/10、ISBN 978-4056007121）
- 『宗茂・宗猛のマラソン練習 ’96 (GAKKEN SPORTS MOOK)』（学習研究社、1995/10、ISBN 978-4056010725）